# 1665
| 1665               |
| ------------------ |
| Dødsfald - Fødsler |
| • Begivenheder     |

| Gregoriansk kalender | 1665 MDCLXV             |
| Ab urbe condita      | 2418                    |
| Armensk kalender     | 1114 ԹՎ ՌՃԺԴ            |
| Kinesiske kalender   | 4361 – 4362 甲辰 – 乙巳 |
| Etiopisk kalender    | 1657 – 1658             |
| Jødisk kalender      | 5425 – 5426             |
| Hindukalendere       |                         |
| - Vikram Samvat      | 1720 – 1721             |
| - Shaka Samvat       | 1587 – 1588             |
| - Kali Yuga          | 4766 – 4767             |
| Iransk kalender      | 1043 – 1044             |
| Islamisk kalender    | 1076 – 1077             |

Konge i Danmark: Frederik 3. 1648-1670
Se også 1665 (tal)

## Begivenheder
- Engelsk – hollandsk krig.
- 8. januar – for første gang bliver der bragt en annonce i en dansk avis
- 12. juni - Englænderne etablerer et bystyre i New York City efter deres overtagelse af byen fra hollænderne året forinden
- 14. november - Frederik 3. underskriver Kongeloven, som er udarbejdet af Peder Schumacher Griffenfeld. Kongeloven, som fastslår at kongen er det ypperste og højeste hovede her på jorden, skaber det juridiske grundlag for enevælden, som herved indleder sin 183 års historie
- 16. november - London Gazette udkommer for første gang